# Monts Wumeng
 (juin 2024).
Si vous disposez d'ouvrages ou d'articles de référence ou si vous connaissez des sites web de qualité traitant du thème abordé ici, merci de compléter l'article en donnant les références utiles à sa vérifiabilité et en les liant à la section « Notes et références ».
Les monts Wumeng (chinois simplifié : 乌蒙山 ; chinois traditionnel : 烏蒙山 ; pinyin : Wū méng shān), situés dans le Sud-Ouest de la Chine, sont l'une des principales chaines de montagnes du plateau Yunnan-Guizhou.

## Géographie
Les monts Wumeng s'étendent depuis la frontière entre les provinces du Yunnan et du Guizhou au nord, jusqu'à Kunming (Yunnan) au sud, sur une longueur totale de 250 km, et forment la ligne de partage des eaux entre le fleuve Jinsha à l'est et la rivière Beipan à l'ouest[réf. nécessaire]. Leur superficie atteint près de 400 km2[réf. nécessaire].
Le sommet principal est le Jiucaiping (chinois simplifié : 韭菜坪 ; chinois traditionnel : 韭菜坪 ; pinyin : Jiǔcài píng), situé aux confins du district de Hezhang de la préfecture de Bijie et du district de Zhongshan de la préfecture de Liupanshui (Guizhou). Son altitude de 2 900,6 m en fait le plus haut sommet du Guizhou, et lui vaut le surnom de « toit du Guizhou »[réf. nécessaire],.
La chaîne de montagnes compte de nombreux bassins et vallées profondes. Elle est traversée par les rivières Niulan, Xiao, Pudu, Nanpan et Beipan.

### Géologie
Les monts Wumeng sont principalement constitués de calcaire paléozoïque[réf. nécessaire].

### Climat
Le climat y est subtropical, il se caractérise par de fréquents changements de temps dans une seule journée.

### Faune et flore
Le Jiucaiping constitue également la plus grande zone de ciboule chinoise sauvage (chinois simplifié : 韭菜 ; chinois traditionnel : 韭菜 ; pinyin : Jiǔcài) au monde et l'unique réserve de ciboule chinoise sauvage en Chine.
Les spécimens types d'une espèce de cypripedium (Cypripedium wumengense), et d'une variété de rhododendron (R. sphaeroblastum var. wumengense), ont été collectées dans le xian autonome yi et miao de Luquan

## Activité
À Liupanshui se trouve le parc géologique national des monts Wumeng[réf. nécessaire],, dont la création a été approuvée en 2005 et qui couvre une superficie de 388 ha[réf. nécessaire].

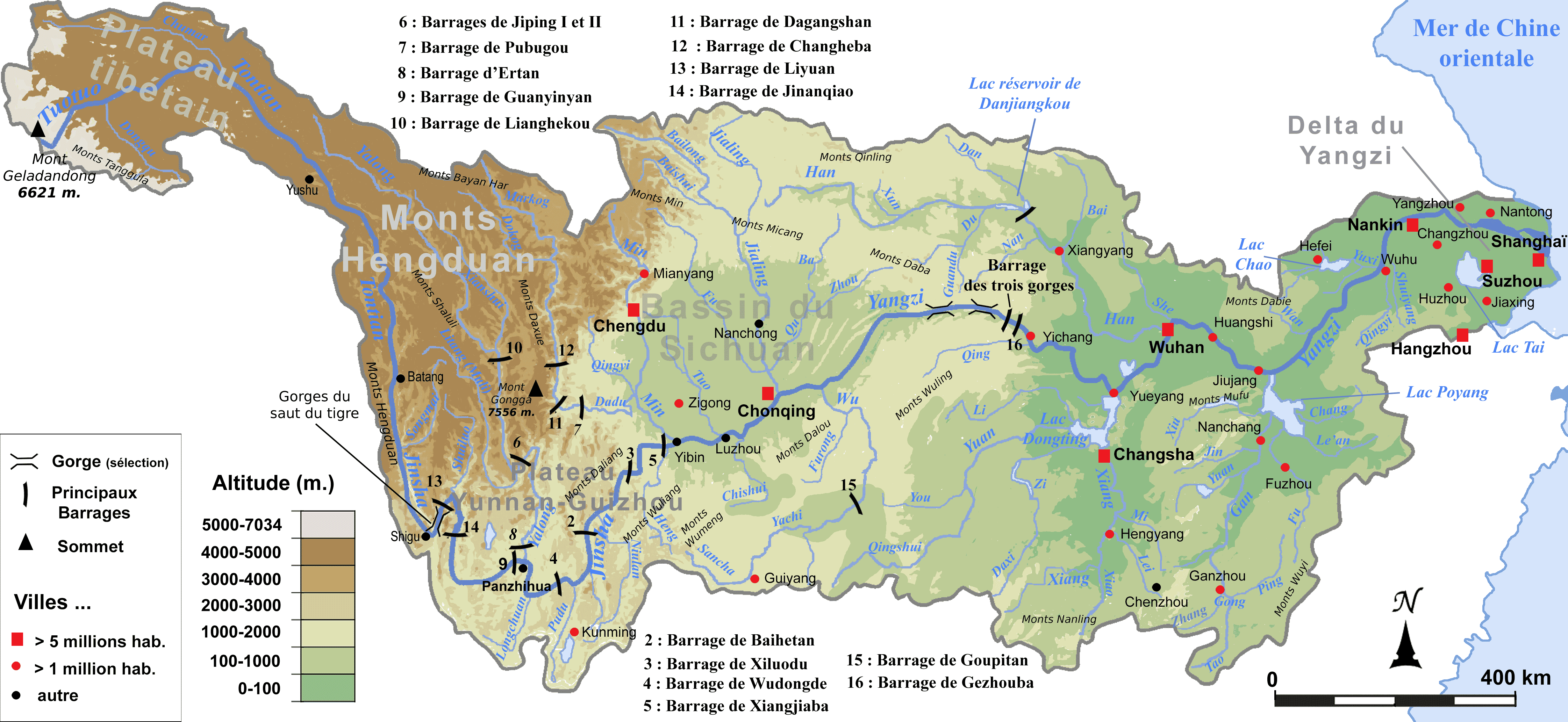
Sur cette carte du bassin fluvial du Yangzi et de ses principaux barrages, les monts Wumeng sont indiqués à l'est du plateau Yunnan-Guizhou et au sud du bassin du Sichuan et de Chongqing, et à l'ouest de Guiyang.